# ワンダーランド (FLiPの曲)
「ワンダーランド」は、FLiPの3枚目のシングル。2012年2月8日にデフスターレコーズから発売された。

## 解説
テレビ東京系「銀魂」オープニング・テーマで、2012年1月から3月まで起用されている。また、常口アトム「JOGJOG」コマーシャルソングとしても起用されている。初回盤のみ、表題曲のプロモーションビデオを収録したDVD付き。本作のリリースから1ヶ月前（1月9日）には、「ワンダーランドスペシャル」が配信された。

## 批評
hotepressは「ネガティブな要素の懐柔を許さないリリックの構成も含め、FLiPのキャラクターと『銀魂』という痛快劇にピッタリ」と評した。

## 収録曲

### CD
1. ワンダーランド [3:47]
作詞：いしわたり淳治・渡名喜幸子　作曲：渡名喜幸子　編曲：いしわたり淳治・FLiP
2. 最後の晩餐 [3:55]
作詞：いしわたり淳治・宮城佐野香　作曲：FLiP　編曲：いしわたり淳治・FLiP
3. カートニアゴ （Live ver.）
作詞：いしわたり淳治　作曲：渡名喜幸子
4. ワンダーランド （inst.）

DVD
1. ワンダーランド （Music Video)
2. Making of ワンダーランド